# Louke Oakley
Louke Oakley (* 7. April 1989 in Whitby, Ontario) ist ein kanadischer Eishockeyspieler (Stürmer). Seit Juli 2018 steht er beim EK Zell am See in der Alps Hockey League unter Vertrag.

## Karriere
Oakley begann seine Karriere in der Ontario Provincial Junior Hockey League (OPJHL) bei den Bowmansville Eagles, wo er gleich im ersten Jahr zu 14 Scorerpunkten in 22 Spielen kam. Bis 2008 sammelte er dort noch weitere 83 Punkte in 63 Spielen, ehe er zum Ligarivalen St. Michael’s Buzzers wechselte. Schon zum Ende der Saison wechselte er zur Clarkson University in die US-amerikanische College-Liga ECAC Hockey, wo er bis 2012 insgesamt 136 Spiele absolvierte und 81 Scorerpunkte verbuchte. Während der Saison 2011/12 kam Oakley außerdem noch zu sieben Einsätzen für die Wheeling Nailers in der ECHL.
Anschließend führte ihn sein Weg erstmals nach Deutschland, wo er vom ESV Kaufbeuren verpflichtet wurde. In der 2. Bundesliga konnte er jedoch mit 37 Punkten aus 48 Spielen die Erwartungen an einen Kontingentspieler nicht erfüllen. In der folgenden Saison spielte er gleich für drei verschiedene Clubs in der ECHL, kam aber insgesamt auf lediglich 39 Einsätze. Seit der Saison 2014/15 ist Oakley wieder in Deutschland aktiv und spielte in entsprechender Saison in der Oberliga für den EV Regensburg. Mit 51 Toren in 38 Spielen war er der Toptorjäger der Oberliga-Hauptrunde 2014/15. Mitte April 2015 unterschrieb Oakley einen Kontrakt beim in der DEL2 spielenden SC Riessersee, welcher im Mai 2016 und im April 2017 um je ein Jahr verlängert wurde. Am 19. Juli 2018 wechselte Oakley zum EK Zell am See, welcher in der Alps Hockey League spielt.

## Erfolge und Auszeichnungen
- 2015 Top-Torjäger der Oberliga

## Karrierestatistik
(Legende zur Spielerstatistik: Sp oder GP = absolvierte Spiele; T oder G = erzielte Tore; V oder A = erzielte Assists; Pkt oder Pts = erzielte Scorerpunkte; SM oder PIM = erhaltene Strafminuten; +/− = Plus/Minus-Bilanz; PP = erzielte Überzahltore; SH = erzielte Unterzahltore; GW = erzielte Siegtore; 1 Play-downs/Relegation; Kursiv: Statistik nicht vollständig)